# Lothar Bucher
Adolf Lothar Bucher, född 25 oktober 1817 i Neustettin, död 12 oktober 1892 i Glion i Schweiz, var en tysk politiker och författare. Han var bror till Bruno Bucher.
Bucher invaldes i den preussiska nationalförsamlingen i Berlin 1848, där han tillhörde den yttersta vänstern. År 1850 måste han av politiska skäl fly till London, där han verkade som journalist fram till 1859. Här författade han en starkt kritisk framställning av parlamentarismen: Der Parlamentarismus, wie er ist (”Parlamentarismen, som den är”; andra upplagan 1882). 
Efter återkomsten till Tyskland blev han intim vän till Ferdinand Lassalle, vars System der erworbenen Rechte han 1880 utgav i en andra upplaga. Då han av Otto von Bismarck erbjöds en högre post i den preussiska utrikesförvaltningen, mottog han anbudet och blev därefter en trogen och talangfull arbetare i dennes tjänst. Av Bismarcks många medarbetare torde få om ens någon och så odelat åtnjutit hans förtroende. 
Bismarck använde honom för många krävande uppdrag som förberedelserna till nordtyska förbundsförfattningen 1867, hohenzollerska tronkandidaturen i Spanien 1870, fredsförhandlingarna i Frankfurt 1871, Berlinkongressen 1878, och redigeringarna av Bismarcks "Minnen" på 1890-talet. Hans intima kännedom om engelska förhållanden och hans skicklighet som skribent var Bismarck till stor nytta. Bland hans skrifter märks den postuma Kleine Schriften politischen Inhalts (1893).